# Wang Jing
Wang Jing, född 26 mars 1988, är en friidrottare från Kina. Hon deltog vid olympiska sommarspelen 2008.